# Willy von Hacht
Willy von Hacht (auch W. v. Hacht) war eine Yacht- und Bootswerft in Hamburg. Sie wurde 1863 gegründet und brannte 1943 mit allen Unterlagen ab. Nach Umfirmierung zu Hamann & Spiess wurde sie 1962 aufgegeben.

## Geschichte
Die Gründung geschah 1863 durch Übernahme des Betriebes von Fritz Pantelmann, welcher zu diesem Zeitpunkt etwa 30 Jahre bestanden hatte. Die Werft widmete sich zunächst nur der Reparatur von Kähnen, Schuten, Dampferstegen, „Staatsarbeiten“ etc. an der Alster. Ab etwa 1888 richtete sich das Geschäft vermehrt mehr auf Ruderboote und elegantere Schiffe aus. 
1889 erfolgte der Bau des offenen Segelbootes Neolus wie zu der Zeit üblich (ca. 7 Meter lang und 2 Meter breit). Kurz darauf folgte die Bestellung eines größeren Bootes Gesion in Karaveelbau, welches im Wettkampf gegen andere sehr gute Boote gewann. 
1896 wurde die Schwertjacht Butt auf eigene Rechnung gebaut, darauf folgten Bussard, Beowolf und andere mehr. Das Geschäft entwickelte sich zur reinen Jacht-Bootbauerei; die Arbeiten an Schuten und ähnlichen Schiffstypen wurden gänzlich aufgegeben.
Der Bootsbau vergrößerte sich immer mehr, so dass der Besitzer Willy von Hacht von 1907 ab auf einem neuen, von ihm an der Weidestraße erworbenen Grundstück seine ganz der Neuzeit entsprechend eingerichtete Werft weiterführt. Willy von Hacht war international erfolgreicher Konstrukteur von Regatta- und Tourenyachten. Die Werft wurde zu ihrem 50-jährigen Jubiläum 1913 von der Zeitung als „bekannte Firma mit Weltruf“ gefeiert. Im Ersten Weltkrieg lieferte der Betrieb 15 Flachgehende Minenräumboote an die Marine, im Zweiten Weltkrieg baute die Werft Torpedofang- und Sprengboote.

## Schiffe und Yachten der Werft
- Komoran
- Sonnenschein
- Sagitta
- Hidi (1904)
- Hadwig (1904)
- Elisabeth (1904)
- Nordmark
- Rheinland
- Lucie VII (1919)
- Woge IX (1922)
- Muschka (1923)
- Ellen (heute umgetauft: Irene) (1936)
- Hagen (1937)
- Seedrache (1937)
- Seewolf (1937)